# Olle Angelin
Bror Olof (Olle) Torsten Angelin, född 17 oktober 1896 i Stockholm, död 1958 i Lund, var en svensk målare och teckningslärare. 
Han var son till kassören L.J. Angelin och Margreth Uhlin och från 1933 gift med Martha Anna Charlotta Bergdahl. Angelin studerade vid Högre konstindustriella skolan i Stockholm och avlade teckningslärarexamen 1921. Därefter företog han ett stort antal studieresor i Europa, bland annat till Tyskland, Belgien, Danmark, Italien, Lettland, Ungern, Jugoslavien och Finland. Separat ställde han ut ett flertal gånger i Karlskrona och han medverkade i samlingsutställningen Gamla Karlskrona i bild på Blekinge läns museum. Bland hans offentliga uppdrag märks muralmålningen Ungdom förr och nu och Musiken på Karlskrona läroverk samt intarsian Älvdans på Karlskrona konserthus. Hans konst består av porträtt, affischer, adresser, bokomslag, illustrationer och landskapsmålningar från Blekinges skärgård. Vid sidan av sitt eget skapande var han verksam som teckningslärare i Karlskrona. Angelin är representerad vid Kalmar museum och Blekinge läns museum.